# Винничук, Юрий Павлович
Ю́рик Па́влович Винничу́к (укр. Юрій Павлович Винничук, род. 18 марта 1952, Станислав) — украинский писатель, журналист, переводчик, редактор. Пишет прозу, поэзию, занимается переводами и составлением литературных антологий, главный редактор издательства «Пирамида», вице-президент Ассоциации украинских писателей.
Произведения Винничука переведены на английский, немецкий, французский, хорватский, польский, чешский, болгарский, белорусский, сербский, русский, японский и другие языки.

## Биография
Родился в семье врача и инженера-экономиста. Окончил Ивано-Франковский педагогический институт, филологический факультет (1969—1973 годы), по специальности учитель украинского языка и литературы. В 1974 переехал во Львов. В 1973—1986 годы работал грузчиком, художником-оформителем. Первые стихотворения начал печатать в 1971—1973 годах, с 1981 печатал в журналах литературные статьи, переводы и др. В 1987 году организовал эстрадный театр «Не журись!», для которого писал сценарии, песни, выступал на сцене, как комедийный актёр. В 1987—1991 годах был также режиссёром этого театра. В 1991—1994 заведовал отделом мистики и сенсаций во львовской газете «Post-поступ», а с 1996 стал издавать газету «Гульвиса» («Повеса»), которая существовала до лета 1998 года. С декабря 1997 до 2006 года работал в возобновлённой газете «Поступ», в которой с 1998 вёл еженедельную обозревательскую колонку под псевдонимом Юзьо Обсерватор. В 1997 году стал членом Ассоциации украинских писателей.

## Сочинения
- «Отображения» (1990), поэзия.
- «Вспышка» (1990), сборник прозы.
- «Окна застывшего времени» (2001), сборник прозы.
- «Место для Дракона» (2002), сборник прозы.
- «Добро пожаловать в Крысоград» (1992), повесть.
- «Девы ночи» (1992, 1995, 2003), повесть (экранизация, 2007).
- «Житие гаремное» (1996), повесть.
- «Мальва Ланда» (2002), роман.
- «Легенды Львова» (6 изданий, 1999—2003), краеведческая.
- «Забегаловки Львова» (2000, 2001), краеведческая.
- «Тайны львовского кофе» (2001), краеведческая.
- «Книга бестий» (2003), в жанре «мифологической энциклопедии».
- «Весінні ігри в осінніх садах» (2005), роман.
- «Тайны львовской водки» (2006), краеведческая.
- «Ги-ги-и» (2007) рассказы в жанре чёрного юмора.

В творчестве Винничука «совмещаются элементы фантастики, эротики, чёрного юмора, постмодернистской пародии». В писателе «уживаются автор „мужских“ мелодрам, которые очень любят читательницы, особенно львовские панночки, и ценитель всего самого ужасного, когда-либо существовавшего в украинской культуре, и в частности, литературе».

### Аудиокниги
- 2004 — «Мальва Ланда» (озвучил Роман Семисал)
- 2006 — «Книга бестий» (озвучил Игорь Мурашко)
- 2010 — «Груши в тесте» (озвучил Виктор Власенко)
- 2011 — «Весенние игры в осенних садах» (издательство «Наш Формат»; озвучка — народный артист Украины Алексей Богданович, продюсирование — Сергей Куцан, звукорежиссура — Владимир Муляр)
- 2013 — «Окна застывшего времени»;
- 2016 — «Аптекарь» (озвучила Галина Шумская)
- 2016 — «Место для дракона» (озвучила Екатерина Шестакова)
- 2019 — «Весенние игры в осенних садах» (озвучил Александр Рудько для аудиокнигарни «Абуко»).

## Другие литературные занятия
Распорядитель антологий украинской фантастики XIX века «Огненный змей» (1989), украинской литературной сказки XIX века, «Серебряная книга сказок» (1993), серии книг, «Юрий Винничук представляет» (с 2002, 8 книг), «Сказочная сказка» (с 2002; 3 книги).
Произведения переводились в Англии, Аргентине, Белоруссии, Канаде, Германии, Польше, России, Сербии, США, Франции, Хорватии, Чехии. По сказкам сняты 2 мультфильма. Автор переводов с кельтских, английского, славянских языков. Отдельное издание: Богумил Грабал «Сумасшедшие» (2003), Груши в тесте (2010)
Ведёт блог на, где публикует статьи относительно цензуры на Украине, российско-украинских отношений и т. д.

## Обвинения в плагиате
В конце января 2018 года Винничук в своём блоге на портале «Збруч», размышляя о необходимости избавиться от всего советского в публикации под названием «Не нам, бл@дям», обвинил русских классиков А. С. Пушкина и М. А. Булгакова в плагиате: «Я никогда Булгаковым не увлекался по той простой причине, что имел значительно шире читательские горизонты, чем те, кто читали только на украинском и русском, — сообщает писатель. — Человек, начитанный в мировой литературе, легко увидит всю вторичность романа „Мастер и Маргарита“». Приблизительно в таком же духе он высказался и о Пушкине, заявив, что «немало классических стихотворений Пушкина, в том числе „Письмо Татьяны“, — это перепевы с французского».
Однако задолго до этого, ещё в 2016 году, львовский портал «Варианты» издал большую статью под названием «Кофе с плагиатом», где сам Винничук был обвинён в плагиаторстве для его книги 2001 года «Тайны львовского кофе». Согласно исследованию «Вариантов», книга Винничука во многом была списана с книги Н. Н. Пучерова «Всё о кофе» (Киев: Наукова думка, 1988 год). Фактически работа, выдаваемая Винничуком за авторскую, оказалась довольно небрежным переводом книги Пучерова, в которой не просто были переведены с русского на украинский язык целые абзацы без какой-либо творческой переработки, но при этом переведены крайне небрежно. Например, в тексте можно встретить географическое названием «Заир» (сейчас Республика Конго), которое не употребляется с 1997 года, но в период написания книги Пучеровым (1980-е годы) было распространённым названием. В статье также был приведён целый сравнительный анализ фрагментов текста обеих книг, подтверждающий плагиаторство. Примечательно, что несмотря на всё это Винничук получил за свою книгу гонорар в 1000 долларов, а сама книга выдержала несколько переизданий и даже стала лауреатом Форума издателей Львова. В 2018 году Винничук ответил на критику тем, что позаимствовал для книги только несколько рецептов кофе, которые есть в книгах других авторов.

## Другая информация
За еженедельную страницу Юзя Обсерватора получил титул «Галицкий рыцарь» (1999).
Неоднократный финалист и дважды победитель литературной премии Книга года BBC (2012: роман «Танго смерти»; 2005: роман «Весенние игры в осенних садах»).
Женат, воспитывает двух детей. Живёт и работает во Львове.